# Живојин
Живојин је српско име мушког рода словенског порекла. Настао је од именице живот. Може се односити на:
- Живојин Бумбаширевић (1920–2008), хирург ортопед и трауматолог
- Живојин Миловановић (1884–1905), војник
- Живојин Мишић (1855–1921), српски војни командант
- Живојин Павловић (1933–1998), филмски редитељ и писац
- Живојин Тамбурић (рођен 1957), српски стрип критичар, историчар, уредник и издавач
- Живојин Здравковић (1914–2001), диригент